# Strażnica WOP Czumów
Strażnica WOP Czumów – podstawowy pododdział graniczny Wojsk Ochrony Pogranicza.

## Formowanie i zmiany organizacyjne
Strażnica została sformowana po 1945 roku jako  strażnica WOP nr 148a.
Od stycznia 1951 roku strażnica podlegała dowódcy 233 batalionu WOP.
Od 15 marca 1954 wprowadzono nową numerację strażnic. Strażnica WOP Czumów IV kategorii otrzymała numer 145.